# الشهامة العربية
الشهامة العربية هي من أوائل الجمعيات المسرحية التونسية وقد تأسست في ديسمبر/كانون الأول 1910. وفي العام الموالي ظهرت جمعية ثانية تسمى الآداب العربية. وقد اتحدت الجمعيتان بعد الحرب العالمية الأولى في جمعية جديدة سميت جمعية التمثيل العربي.
- من مؤسسي جمعية الشهامة العربية الشيخ محمد مناشو، وقد مثلت له تمثيلية بعنوان الانتقام. كما كان من مؤسسيها الشيخ محمد بورقيبة .